# Хлебников, Евгений Леонидович
Евге́ний Леони́дович Хле́бников (1905 Киев, Российская Империя — 1960 Москва) — крупный специалист в области мостостроения.

## Биография
Родился 12 (25 февраля) 1905 года в Киеве в семье инженера Леонида Яковлевича Хлебникова (1877—1943) и Анастасии Ивановны, урождённой Гусаковой (1880—1975), окончил в 1927 году Киевский политехнический институт.
Около 20 лет проработал в Мостотресте, пройдя путь от техника строительства до главного инженера треста. Был одним из энтузиастов широкого внедрения в строительство мостов прогрессивных конструкций и материалов. Под его руководством были разработаны проекты и осуществлено строительство первых сборных железобетонных конструкций на мосту через реку Хошупсе. В 1944 году им была разработана и внедрена на строительстве моста через реку Бзыбь оригинальная конструкция железобетонных пролётных строений в виде дисковых арок.
С 1948 года переходит на научно-исследовательскую работу и возглавляет Отделение проектирования и строительства железных дорог ЦНИИ МПС, а с 1950 г. становится руководителем Отделения искусственных сооружений ЦНИИСа. За время работы в ЦНИИСе разработал новую прогрессивную конструкцию буровой сваи с уширенным основанием грузоподъемностью 1000т, а также технологию её погружения в различных геологических условиях. Буровые сваи Хлебникова были успешно внедрены при строительстве городского моста через р. Иртыш в Омске, а также при строительстве других объектов.
В 1957—1958 годах под руководством Хлебникова были разработаны новые Технические требования на постройку мостов и труб под железную дорогу.
Инженерно-производственную и научно-исследовательскую работу сочетал с педагогической деятельностью сначала в МИИТе, а с 1938 года в МАДИ. В 1946 году ему было присвоено звание профессора. Является автором ряда печатных трудов в области мостостроения и в особенности железобетонных мостов. Им был создан капитальный курс «Постройка мостов».
Скончался в Москве 18 января 1960 года. Похоронен в Москве на Введенском кладбище (5 уч.).

## Семья
Супруга с 1930 года Мария Ивановна Королькова (1903—1973), врач,
дочь — Наталия Евгеньевна Хлебникова (1931—2015), архитектор

## Награды и премии
- Сталинская премия третьей степени (1952) — за коренное усовершенствование метода строительства мостов
- орден «Знак Почёта»
- Орден Отечественной войны II степени
- медали

В 2004 году именем Е. Л. Хлебникова названа улица в Омске .